# اکاتزینگو
اکاتزینگو (به اسپانیایی: Acatzingo) در مکزیک است که در پوئبلا واقع شده‌است.